# Conophyma almasyi
Conophyma almasyi is een rechtvleugelig insect uit de familie Dericorythidae. De wetenschappelijke naam van deze soort is voor het eerst geldig gepubliceerd in 1905 door Kuthy.